# Richard Chassot
Richard Chassot (Villars-sur-Glâne, 18 januari 1970) is een Zwitsers voormalig wielrenner. Na zijn professionele carrière werd hij commentator voor de Zwitserse televisie, en later trad hij toe tot de directie van de Ronde van Romandië.
In maart 2012 werd hij verkozen tot directeur van de Zwitserse wielerbond.

## Belangrijkste overwinningen
1997
- 1e etappe Ronde van Hessen

Ballat · Coudray · Friel · Herygers · Hirs · Ja. Jolidon · Jo. Jolidon · Šimůnek · Van Brecht  · Van Luchem · Way · Willemsens · Chassot (stagiair) · Powell (stagiair) · Van Der Borght (stagiair) 
Cattaneo · Chassot · Coudray · Daelmans · De Roose · Dierckxsens · Harnett · Hashikawa · Herygers · Hirs · Ja. Jolidon · Jo. Jolidon · Powell · Rubio · Šimůnek · Van Luchem · Way · Willemsens · Claeys (stagiair) · Vanconingsloo (stagiair) · Wuyts (stagiair)   
- Système universitaire de documentation: 243992181
- Virtual International Authority File: 305958147